# Ouyama
Die Firma Ouyama mit Firmensitz in Shenzhen (China) stellt digitale und analoge Kameras her, die oft unter anderen Markenbezeichnungen auf den Markt gelangen.
Nicht nur die Schreibweise dieser Markenbezeichnungen, sondern auch die Gestaltung ihrer Firmenlogos sind oft den Markenbezeichnungen und Firmenlogos renommierter Kamerahersteller zum Verwechseln ähnlich.

## Markenbezeichnungen

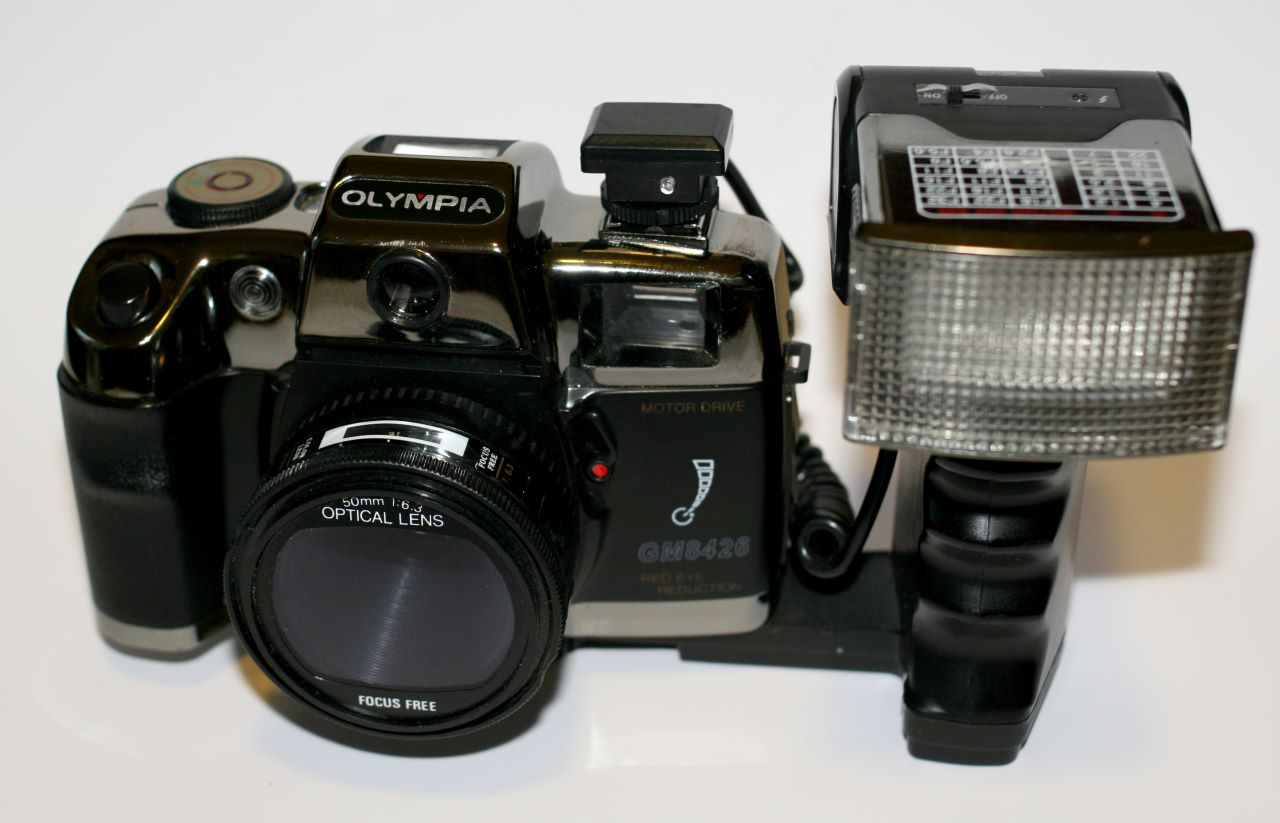
Ouyama Olympia-Sucherkamera

Unter den „Markenbezeichnungen“ Ouyama, Canomatic, Charman, Pearl, Nippon, Kamachi Olympia, Nokina oder MAXIM sind Kameras von Ouyama auf den Markt gelangt.

## Fälschungen
Auch konkrete Fälschungen aus dem Hause Ouyama sind bekannt. So wurde ein Modell aus der Produktpalette von Ouyama unter dem Namen der Marke Sony verkauft.

## Fallbeispiel Canomatic

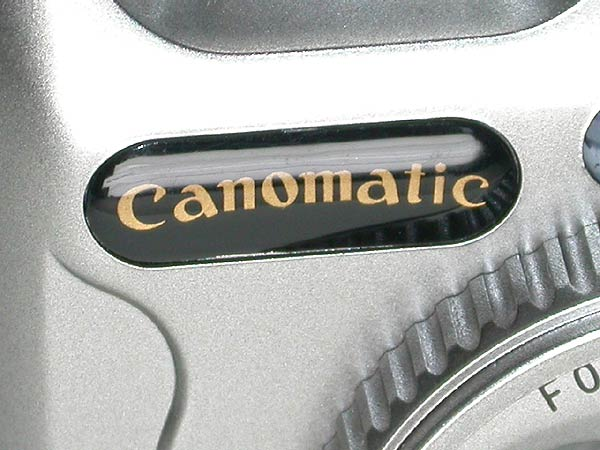
Canomatic-Logo - Die Ähnlichkeit zum Logo von Canon ist evident.

Canomatic ist die häufigste und bekannteste Markenbezeichnung für Kameramodelle von Ouyama. Das Firmenlogo erinnert durch die ähnliche Schreibweise und durch Verwendung des typischen Canon-Schriftbilds sehr stark an das Firmenlogo von Canon.

### Produkte

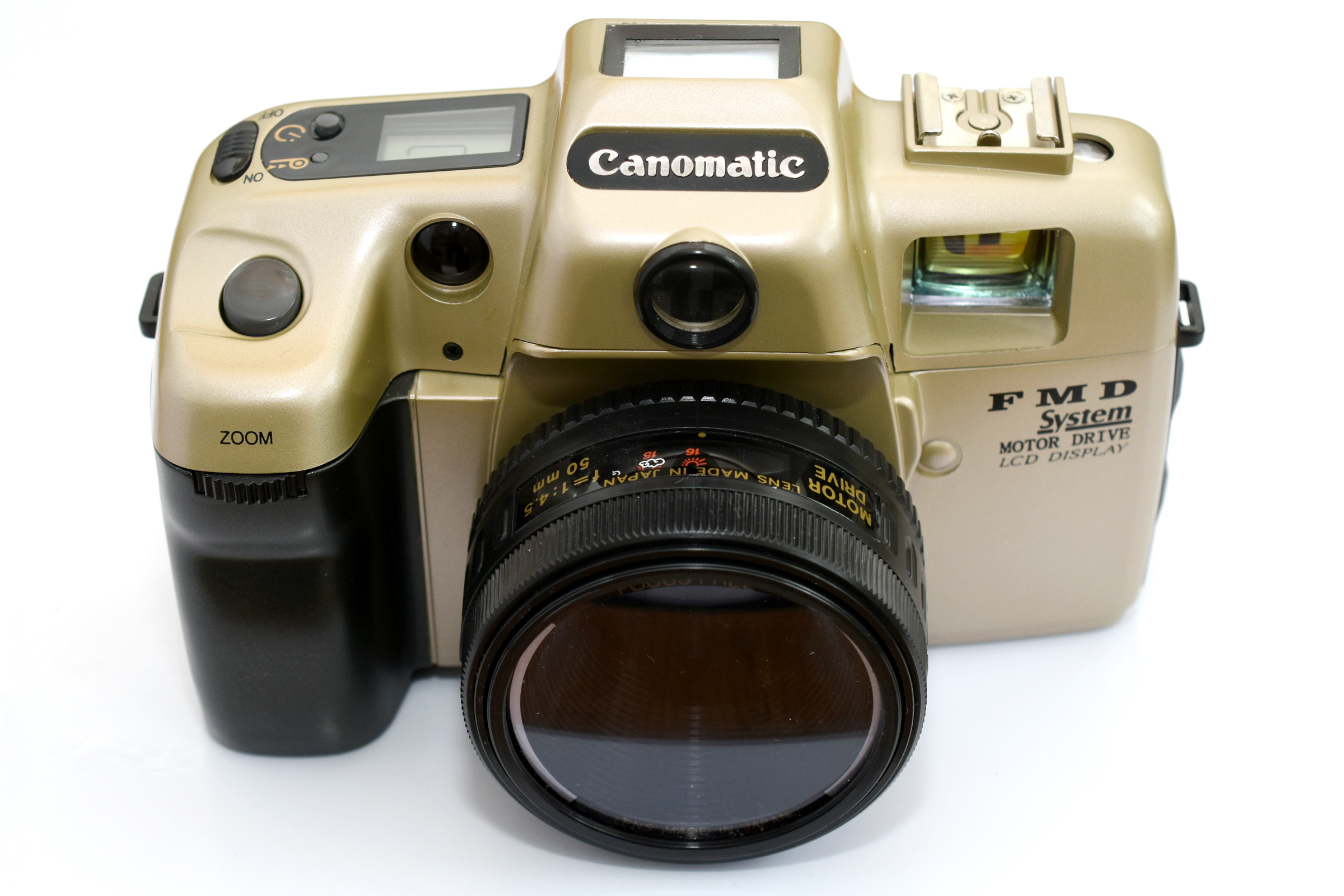
Eine Canomatic-Kamera, die aussieht wie eine Spiegelreflexkamera, jedoch keine ist.

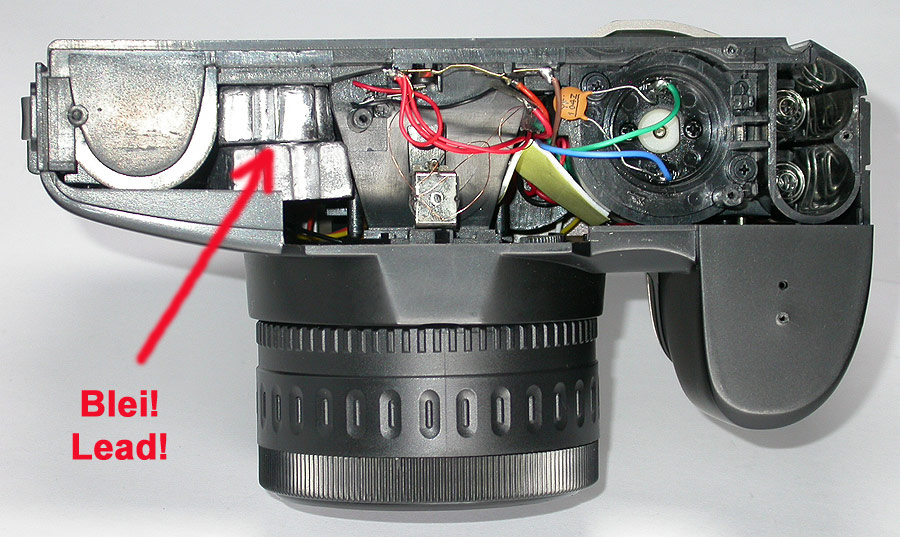
Blei im Gehäuse der Kamera

Einige der Kameras von Ouyama, die unter der Markenbezeichnung Canomatic auf den Markt gekommen sind, suggerieren durch ihre Aufmachungen, sie seien Spiegelreflexkameras. Es gibt sogar Sucherkameras mit so genannten Wechselobjektiven. In vielen Fällen sind die Kameragehäuse mit Bleigewichten gefüllt, um dem Benutzer das Gefühl zu geben, ihr Innenleben sei voll von moderner Technik.

### Verkauf
In vielen Fällen wurden Canomatic-Kameras „aus dem Kofferraum“ verkauft. Käufer wurden auf der Straße angesprochen und mit vermeintlich günstigen Angeboten zum Kauf animiert. Auch im Internetauktionshaus Ebay werden immer wieder „Canomatics“ angeboten.
Problematisch sind die Werbeaussagen des Herstellers Canomatic, da angegebene Funktionen wie z. B. Zoom nicht vorhanden sind.

### Reaktion von Canon, Verbraucherschutz
Nachdem in Europa durch Zoll und Polizei mehr als 20 000 gefälschte Kameras der Marke Canon beschlagnahmt wurden, nahm Canon Stellung zu diesem Thema. Canon zeigt sich besorgt um die Käufer von Fälschungen, da deren Qualität meist nicht mit der von Canon vergleichbar ist und keine Garantie besteht. Canon sieht die in der Einleitung genannten Fakten als Tatbestand der Produktfälschung und geht sowohl strafrechtlich als auch zivilrechtlich gegen Produkte unter dem Namen Canomatic vor.

### Die originalen Canomatic von Canon
Von Canon wurden lediglich zwei Kameramodelle hergestellt, die die Bezeichnung „Canomatic“ tragen: Die Canomatic C30 im Jahr 1966 und die Canomatic M70 im Jahr 1970.